# 北岸廊桥
29°54′33″N 118°24′30″E / 29.90917°N 118.40833°E
北岸廊桥位于中国安徽省黄山市歙县北岸镇北岸村伏源河上，原名北溪桥，2013年被列为第七批全国重点文物保护单位。
北岸廊桥建于清中期，是一座三孔两墩的石拱桥，桥面全长33米，宽4.7米，高6米。桥上建有廊屋十一间，廊屋南、北两端有桥门，门额分别为“乡贤星”和“谦庵旧址”。正中间桥屋开间较大，其西侧设有佛龛。沿墙置坐凳。东西两侧各开8个方窗和风洞窗。。北岸廊桥是徽州地区现存规模较大的古代廊桥。